# Erfgoedkring 8460
Erfgoedkring 8460 is een Belgische erfgoedvereniging. De groepering werd in 2014 opgericht om, samen met het gemeentebestuur van Oudenburg het erfgoed, heemkunde, archeologie en het Romeins Archeologisch Museum in de stad te promoten. Naast de stedelijke stadsarcheoloog en -archivaris werken ook enkele prominente auteurs als Jean Luc Meulemeester en Brigitte Meijns mee aan het project.

## Erfgoed in Oudenburg

### Activiteiten
De vereniging organiseert jaarlijks een zestal activiteiten om haar werking in de kijker te zetten. Dit gaat van erfgoedcafés over tentoonstellingen, beeldbanksessies tot geleide fietstochten en theaterwandelingen. De thematiek van deze activiteiten is gebaseerd op het lokaal erfgoed, waarbij wordt samengewerkt met de afdelingen van onder meer Tuinhier en Davidsfonds (voor de Nacht van de Geschiedenis). Bovendien ondersteunt de Erfgoedkring ook het Romeins Archeologisch Museum door middel van gidsbeurten.
In het kader van Erfgoeddag en Open monumentendag worden ook jaarlijks enkele nationale erfgoedthema's belicht (naar school, beestig erfgoed, thuis). In 2016 won de vereniging om diezelfde reden de prijs van ambassadeur voor Heemkunde Vlaanderen. Ten gevolge van de coronacrisis werden in 2020 vijf van de zes activiteiten geannuleerd.
Jaarlijks wordt ook een activiteit georganiseerd op een erfgoedsite in een nabijgelegen gemeente. In het verleden betrof dit onder meer de militaire begraafplaatsen in de Westhoek, het dorp Zandvoorde en haar historische kreken, Brouwerij Strubbe in Ichtegem, het Kasteel van Loppem in Zedelgem, het historisch centrum van Brugge en de Consessiewijk in De Haan.

### Publicaties
Sinds 2014 geeft de vereniging jaarlijks een boek uit met bijdragen over het verleden van Oudenburg, Ettelgem, Westkerke en Roksem. Deze studies handelen over landschapselementen, inwoners, historische gebeurtenissen, monumenten en historisch wetenschappelijk onderzoek. Daarnaast werd in 2019 ook een bijzondere uitgave gepubliceerd: Uw erfgoed, ons erfgoed: 50 schatten uit Oudenburg, Ettelgem, Roksem en Westkerke. Dit kwam er naar aanleiding van het vijfjarig bestaan van de vereniging.

### Beeldarchief
Om de ontsluiting van het lokale erfgoed te optimaliseren, werd een beeldbank opgesteld. Beelden van het onroerend erfgoed in de stad werden opgenomen in de beeldbank onroerend erfgoed van het gelijknamige agentschap. Historisch filmmateriaal van de hand van Robert Vyvey, met onder meer de eerste opgravingen van Romeinse vondsten in 1957, werden openbaar gemaakt op het evenement Cinema Vyvey. In 2025 zal, in een vergelijkbaar evenement onder de noemer cinema revue, onuitgegeven historisch filmmateriaal van diverse personen worden vertoond.

### Beleid
In 2025 werd, naar aanleiding van de nieuwe legislatuur, in samenwerking met Histories vzw een ambitienota opgesteld, dat gericht is op strategische partnerschappen, vorming, collectiebeheer, erfgoed in de publieke ruimte en de erkenning van erfgoedpraktijken.

### Bijzonderheden
In 2018 belandde de muntschat van Roksem, dankzij de financiële steun van de Erfgoedkring, 48 jaar na de opgravingen in het Romeins Archeologisch Museum.

## Galerij

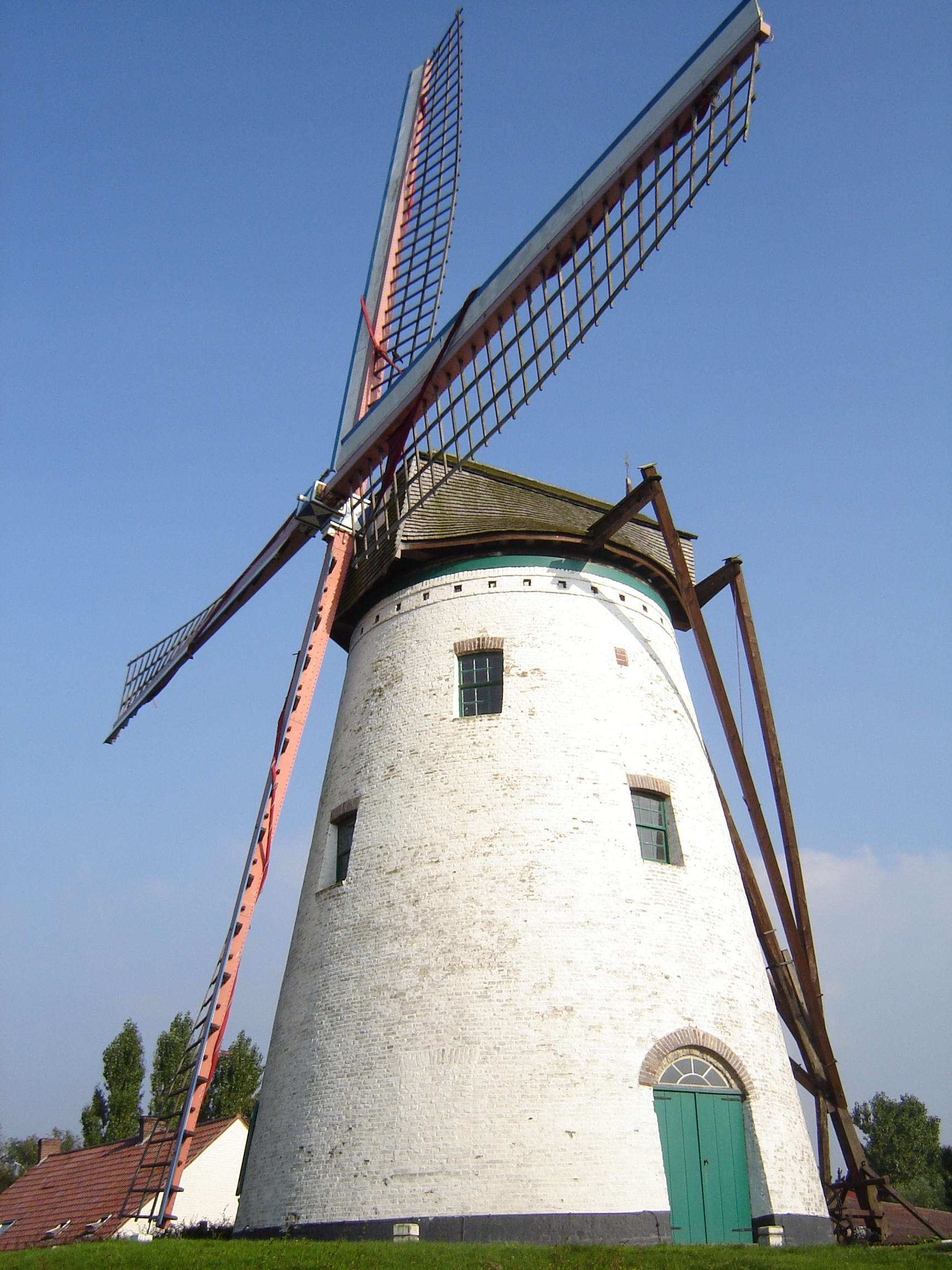
Witte Molen in Roksem
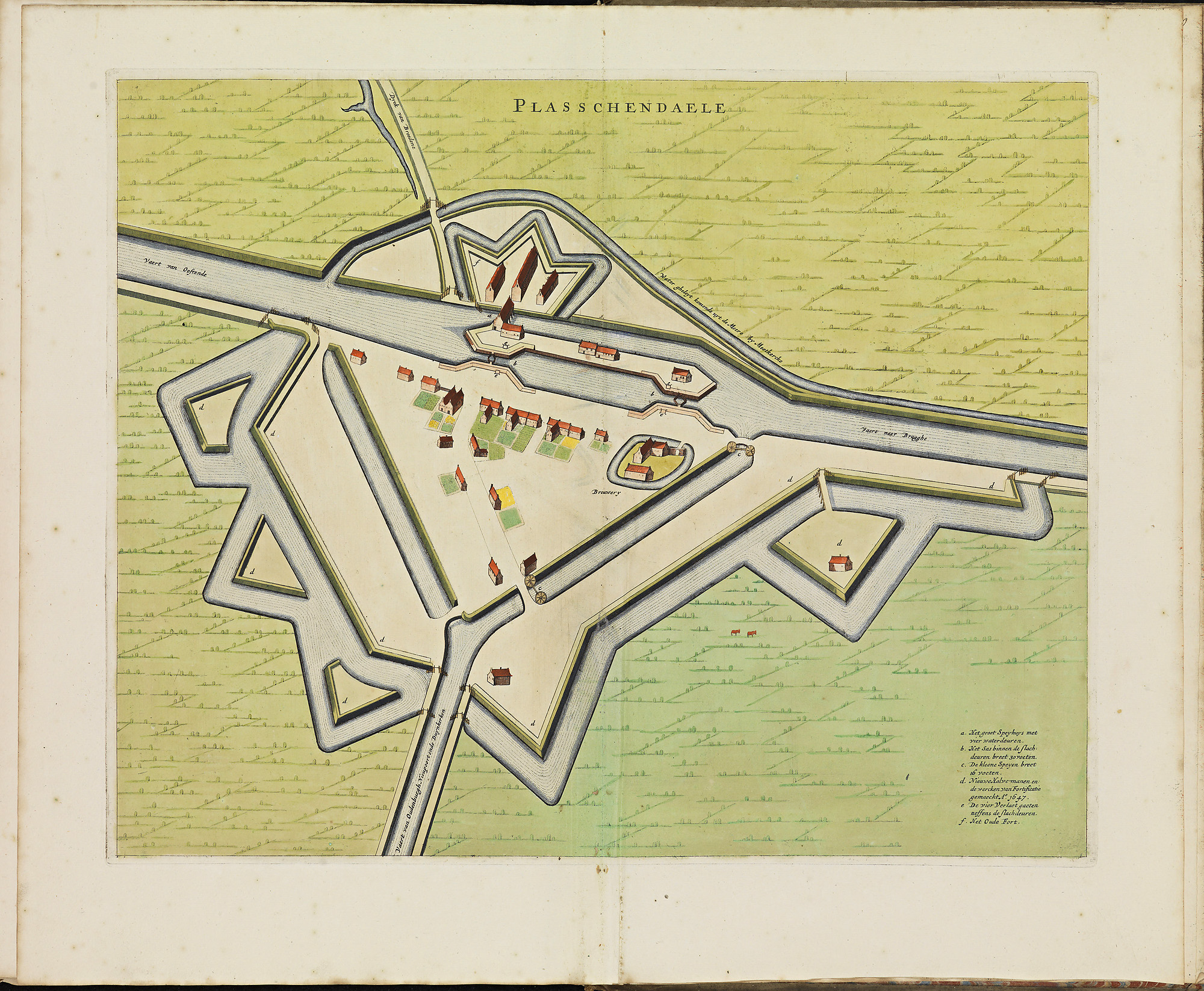
Het voormalige fort van Plassendale
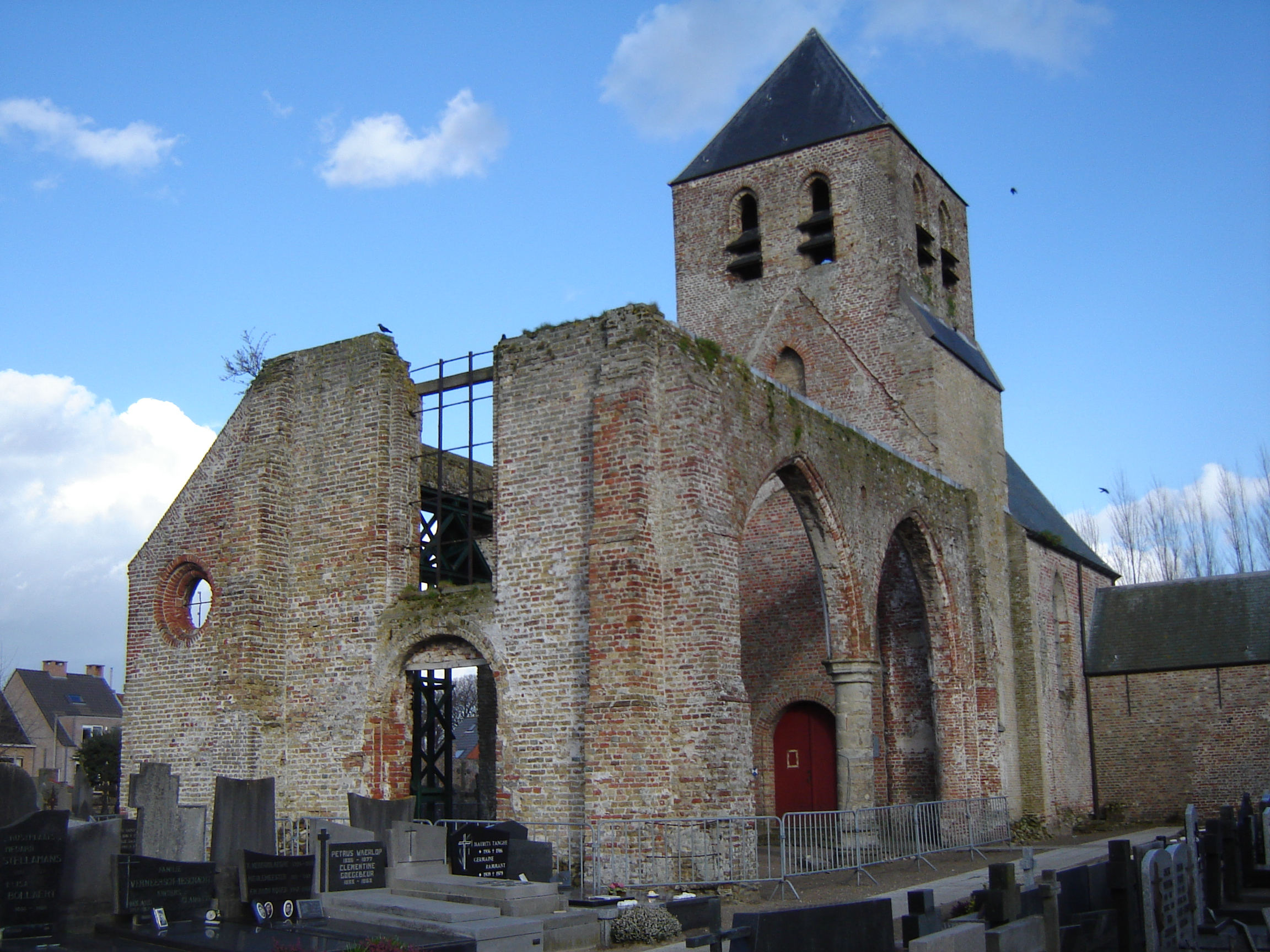
Romaanse Sint-Egilius kerk in Ettelgem
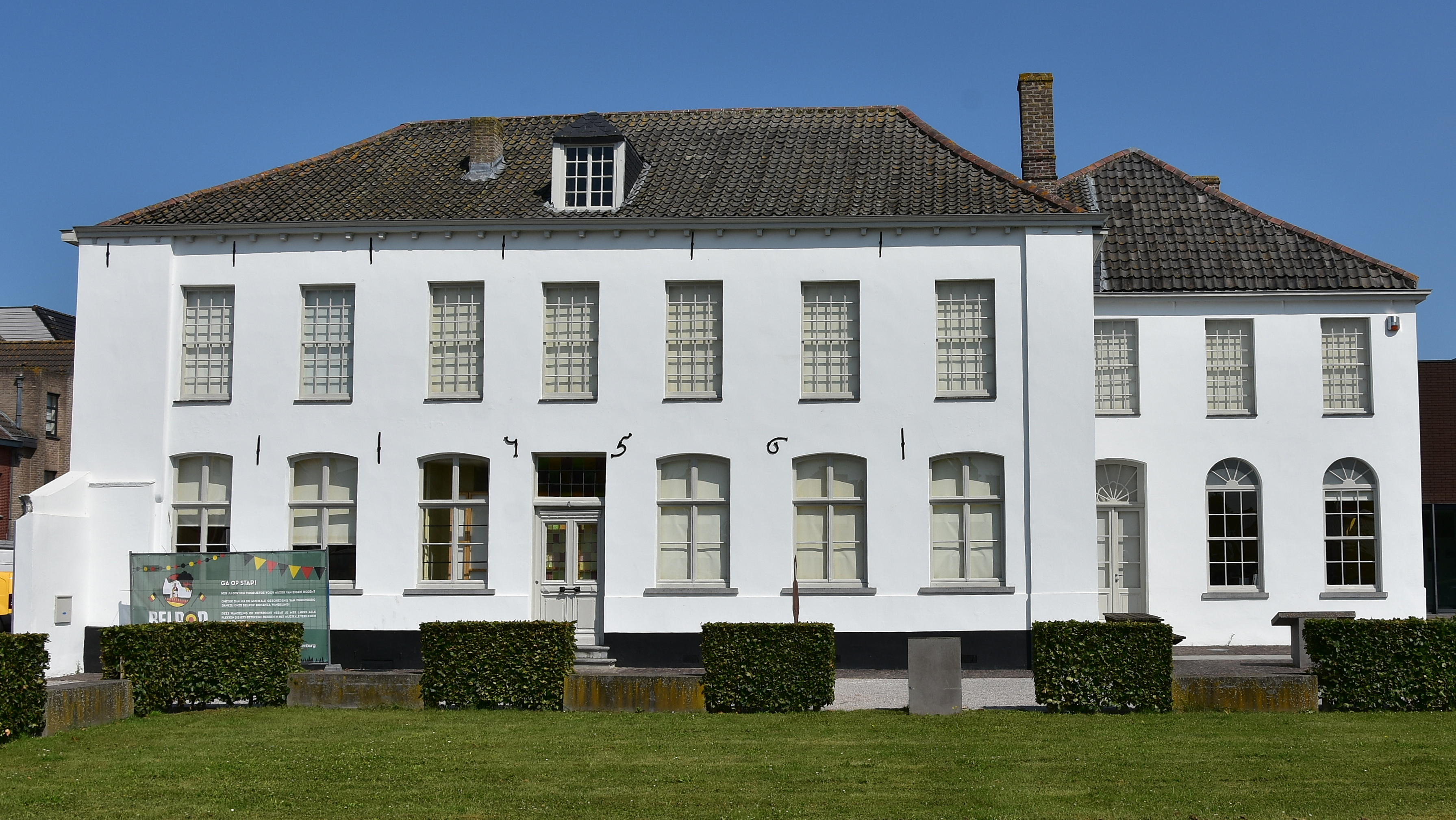
Het Romeins Archeologisch Museum
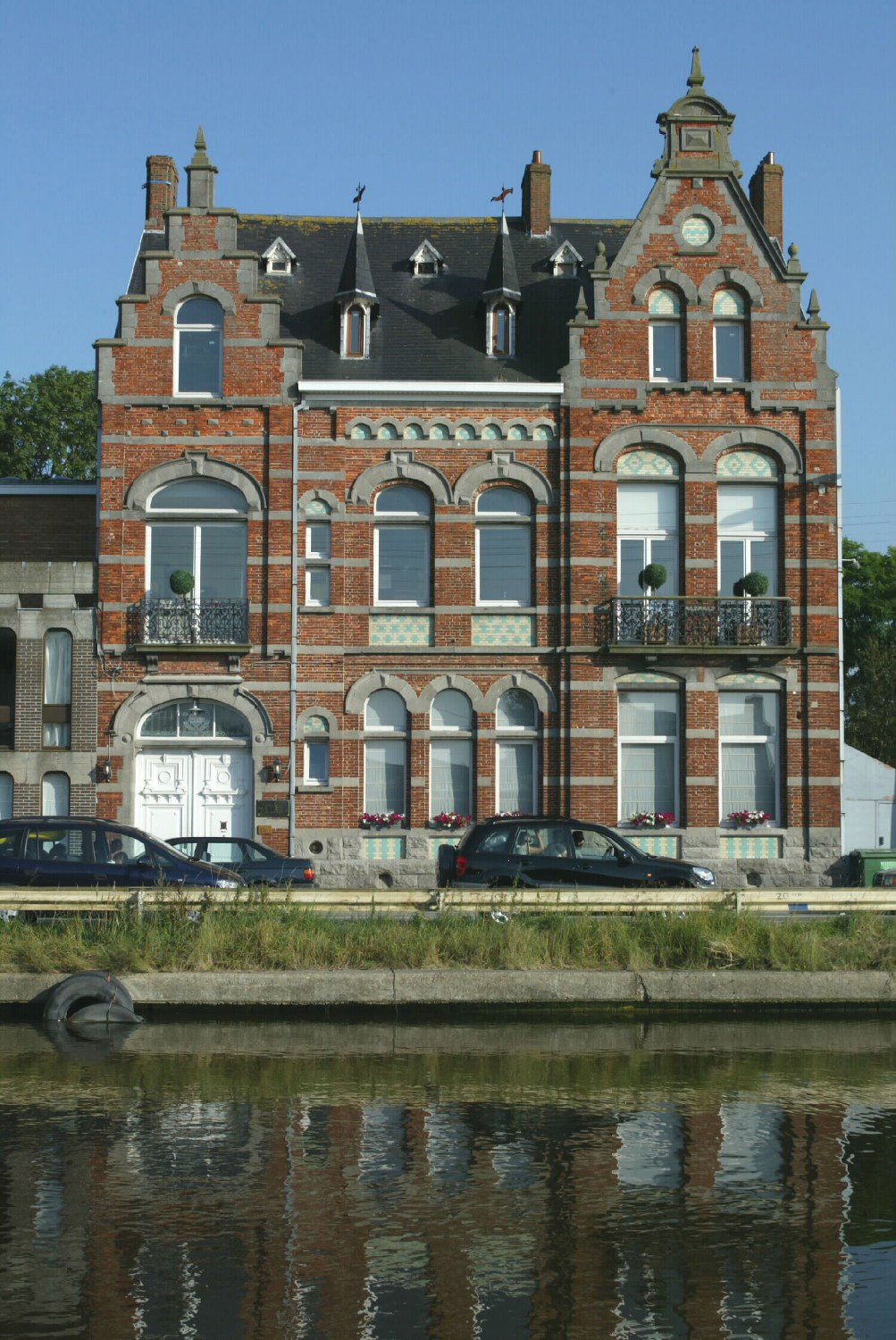
Eclectisch burgerhuis door architect Charles Pil
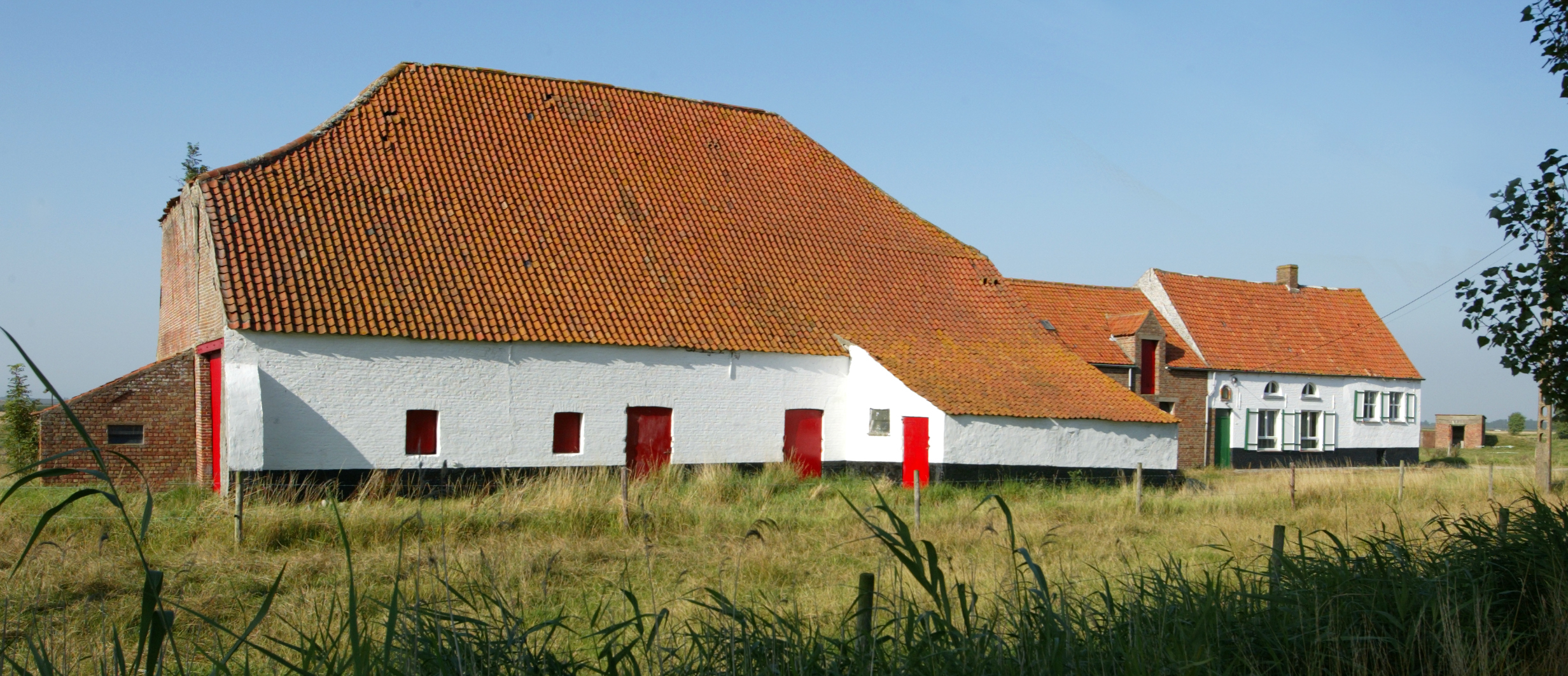
De historische Friese bergschuur van de Maenhoudthoeve
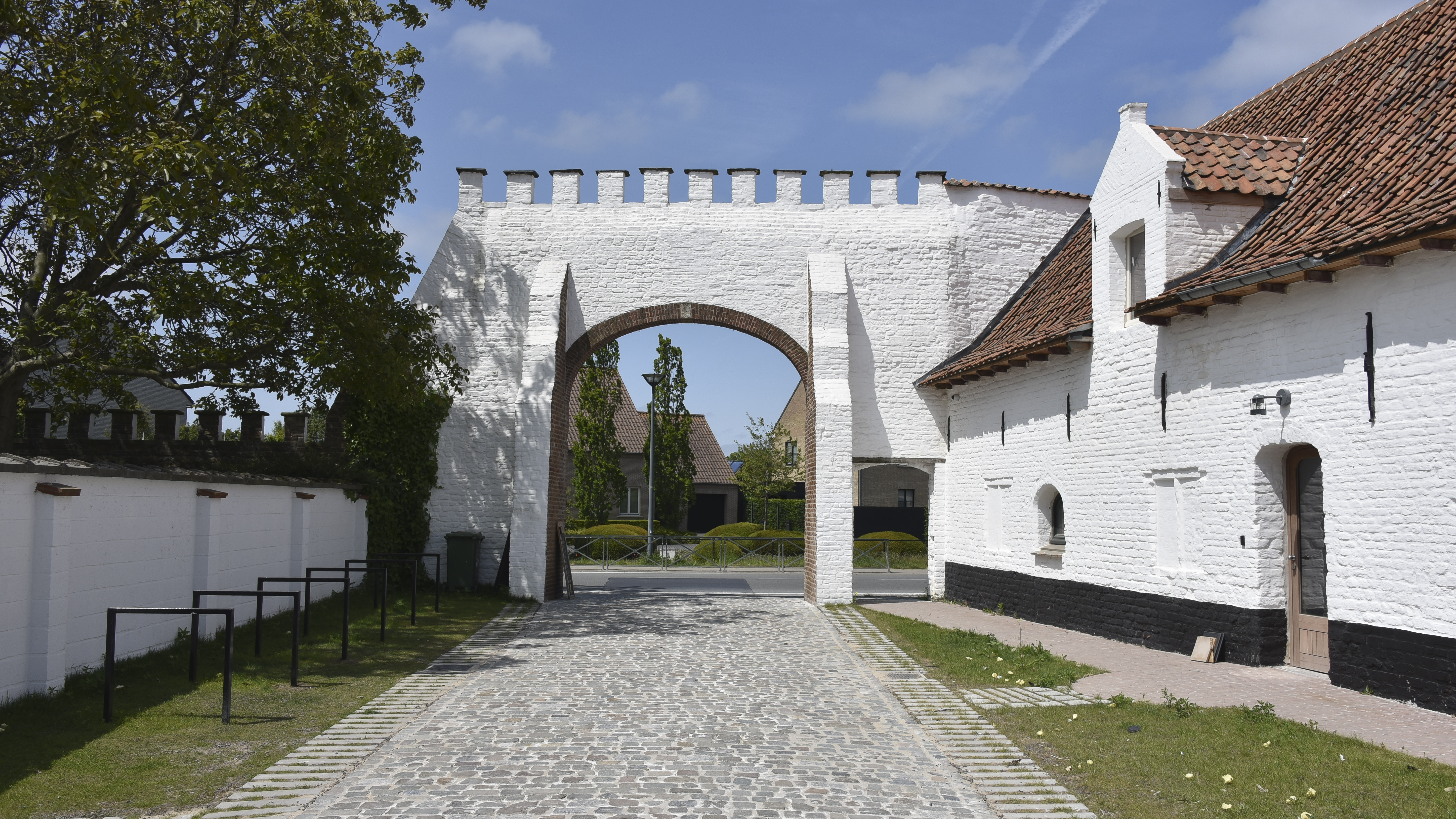
De historische abdijhoeve in Oudenburg
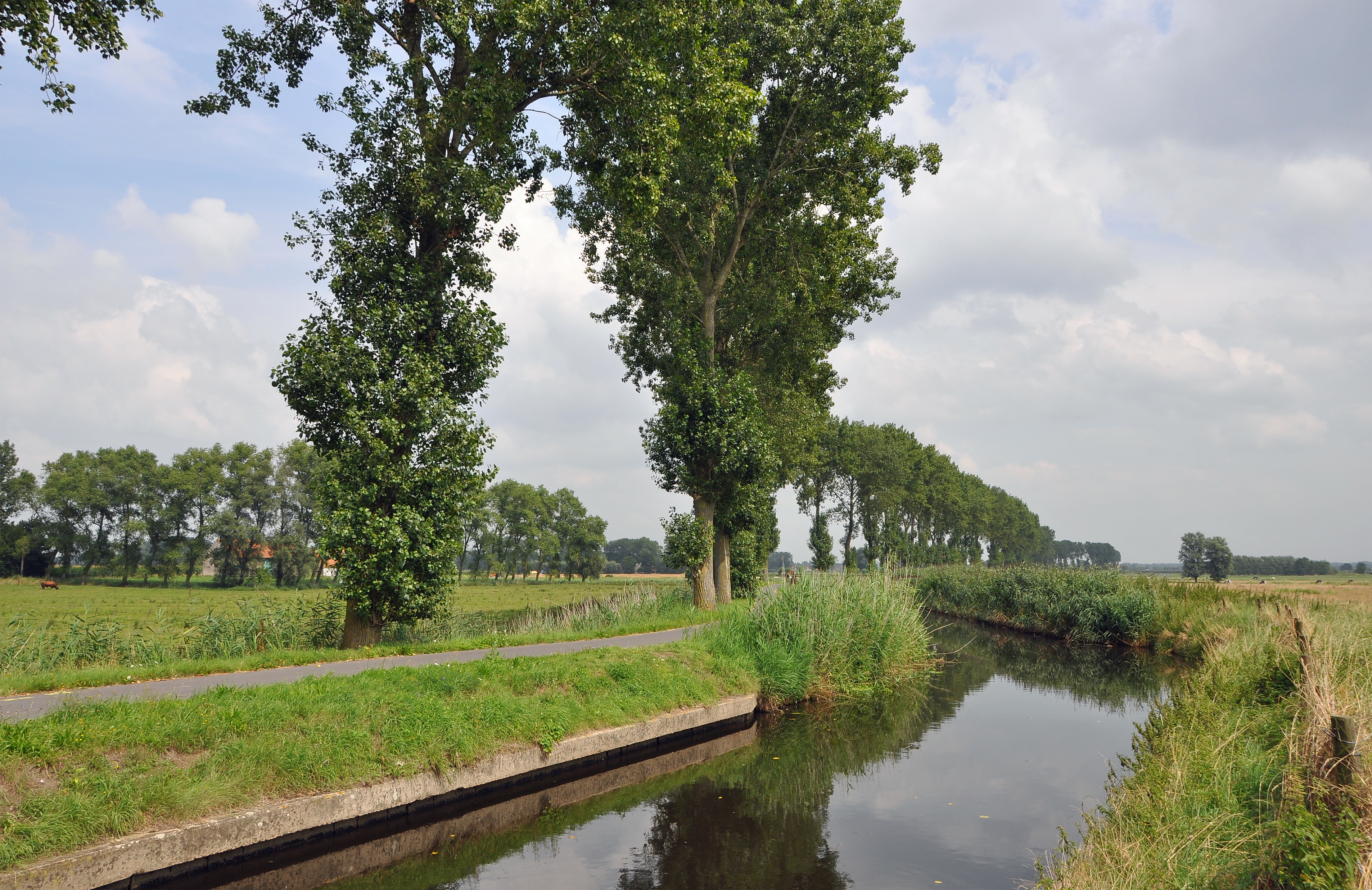
De Bourgognevaart in Westkerke